# Caio johnsoni
Caio johnsoni är en fjärilsart som beskrevs av José Oiticica och Michener 1950. Caio johnsoni ingår i släktet Caio och familjen påfågelsspinnare. Inga underarter finns listade i Catalogue of Life.